# Ziekte van Jessner
Ziekte van Jessner ook wel benign lymphocytic infiltration of the skin en 'infiltratio lymphocytica' genoemd, is een goedaardige huidaandoening. Er zijn rode papels in het gezicht of op de rug, soms elders op de romp of op de armen. De papels zijn soms ringvormig. Het oppervlak van de huid is niet veranderd. De plekken jeuken soms.
Het is niet zeker of de Ziekte van Jessner een aparte ziekte is, of misschien een soort lupus tumidus (bepaalde vorm van cutane lupus erythematodes) of wellicht een premaligne vorm van cutaan T-cellymfoom.
Bij histologisch onderzoek zijn er infiltraten van lymfocyten gelegen rond de bloedvaten, zowel diep als oppervlakkig.
Behandeling kan geprobeerd worden met lokale dermatocorticosteroiden of hydroxychloroquine.